# Juliano Mer-Khamis
Juliano Mer-Khamis (hebreo: ג'וליאנו מֵר חמיס, en árabe: جوليانو مير خميس‎) (29 de mayo de 1958 - 4 de abril de 2011) fue un actor, director de cine y de teatro, y activista israelí y palestino, de familia árabe-cristiana y judía. Cofundó el Freedom Theatre (Teatro de la Libertad) en el campo de refugiados de Yenín. Fue asesinado en Yenín en abril de 2011.

## Biografía
Juliano Khamis (después Mer-Khamis) nació en Nazaret, hijo de Arna Mer, una mujer judía activista de derechos humanos y Saliba Khamis, un cristiano palestino ciudadano de Israel y uno de los líderes del Partido Comunista Israelí en la década de 1950. Tuvo dos hermanos, Spartacus y Abir. Su abuelo fue Gideon Mer, un científico pionero en el estudio de la malaria durante el Mandato Británico de Palestina.
En su juventud añadió a su apellido el de su madre, Mer, y sirvió en las Fuerzas de Defensa de Israel como soldado de combate de la Brigada Paracaidista. En una entrevista de 2009 para la radio del ejército de Israel, Mer-Khamis dijo que era «100% palestino y 100% judío».
Mer-Khamis se casó con Jenny, una activista finlandesa que conoció en Haifa. Tuvieron una hija, Jay, y estaban esperando el nacimiento de gemelos en el momento en que fue asesinado.

### Asesinato
El 4 de abril de 2011, mientras se encontraba frente al teatro que había ayudado a fundar en Yenín (el Teatro de la Libertad), fue tiroteado por varios pistoleros encapuchados. Había detenido su automóvil Citroën con su hijo Jay en su regazo, cuando un pistolero enmascarado emergió de un callejón cercano y le pidió que se detuviera. La niñera que estaba con ellos le dijo que continuara conduciendo, pero él se detuvo y fue cuando le dispararon cinco veces. Fue llevado rápidamente al Hospital Yenín pero al llegar ya había muerto. El primer ministro Slam Fayyad condenó el asesinato diciendo: "No podemos quedarnos en silencio con este horrible crimen, pues constituye una grave violación a todos los principios y valores humanos y está en contra de las costumbres y ética de la coexistencia". Algunos sospechosos fueron detenidos al poco tiempo, pero fueron liberados al no encontrarse pruebas que los relacionaran con el asesinato. Un año después, aún se desconocían a los culpables.
En una entrevista en el 2008, Juliano había previsto las circunstancias de su homicidio, bromeando que él podría ser asesinado por "palestino irracional" para "corromper la juventud del Islam". Después de ser identificado por la niñera en tres ocasiones en diversos grupos, la policía Palestina arrestó a Mujahed Qamiri, de un campo de refugiados de Yenín, quién había llevado a cabo el homicidio. Hay diferentes cuentas de la afiliación de Qamiri: alguna lo describe como un miembro antiguo de al-Aqsa Martyrs' Brigades quien había desertado de Hamás, pero un vocero de Hamás rechazó que estuvieran involucrados y que solo había sido un incidente puramente criminal.
El 19 de abril de 2011, Adnan Dameery, vocero de Palestinian Security Forces, reportó los exámenes de DNA y exonero al detenido sospechoso del homicidio el cual todavía sigue en libertad.
Hasta el momento actual, no se tiene identificados a los culpables.

## El Teatro de la libertad

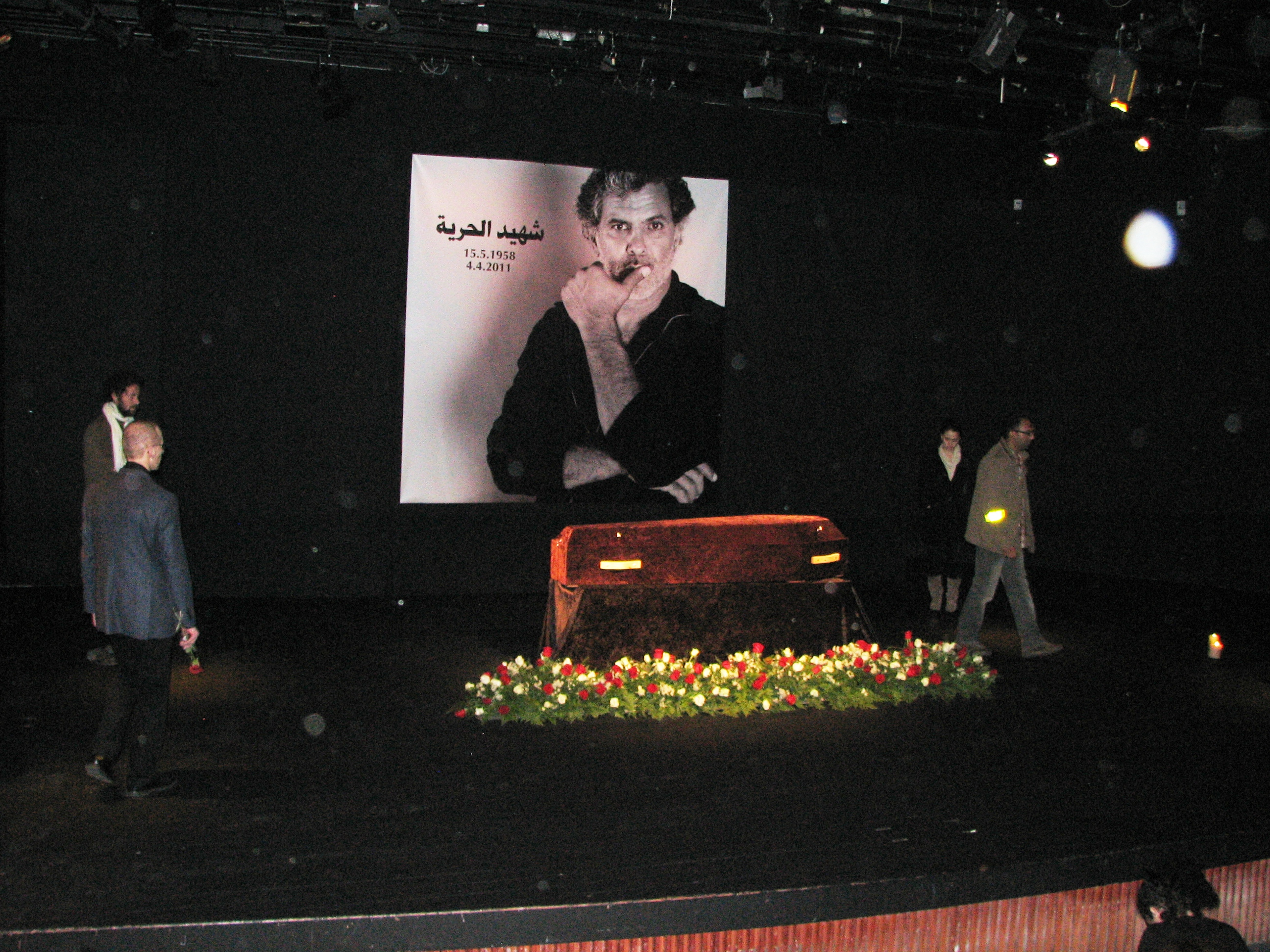
Capilla ardiente de Juliano Mer Khamis en el teatro al-Midan, en Haifa.

En 2006, Mer-Khamis estableció el Teatro de la Libertad (en inglés: The Freedom Theatre) junto con Zakaria Zubeidi (un antiguo líder militar de las Brigadas de los Mártires de Al-Aqsa en Yenín), Jonatan Stanczak (un activista sueco-israelí), y Dror Feiler (artista sueco-israelí).
El Teatro de la Libertad es una comunidad teatral que promueve distintas actividades para los niños y jóvenes de los campos de refugiados de Yenín para el desarrollo de sus habilidades, confianza y conocimiento de sí mismos, a través de procesos creativos como modelo de cambio social.